# Polyteles stevenii
Polyteles stevenii é uma espécie de besouro do gênero Polyteles.  É chamado popularmente de besouro-joia ou gorgulho-joia.

## Taxonomia
A espécie foi descrita por Schoenherr em 1826.